# 300. п. н. е.

## Догађаји
- Маркомани су стигли са Севера око на територију реке Мајне, у данашњој северној Баварској.
- У Риму и плебејци могу постати свештеници.